# Ben von Grafenstein
Ben von Grafenstein (* 1975 in Würzburg) ist ein deutscher Filmregisseur, Filmeditor, Drehbuchautor und Filmprofessor.

## Leben
Er studierte von 2000 bis 2006 Filmregie mit dem Schwerpunkt Szenischer Film an der Filmakademie Baden-Württemberg und schloss sein Studium mit Diplom ab. Sein Abschlussfilm Blindflug lief Ende 2008 in den deutschen Kinos. Außerdem arbeitet er als Filmeditor. Ben von Grafenstein lebt in Berlin. Im März 2025 wurde Ben von Grafenstein als Professor an die Hochschule Offenburg berufen, um dort vor allem Filmplanung und -produktion zu lehren.

## Filmografie (Auswahl)
- 2004: Fliehendes Land – Editor
- 2007: Blindflug – Regisseur, Editor
- 2007: Vertrauensfrage – Regisseur
- 2008: Sonbol – Rallye durch den Gottesstaat (TV-Dokumentarfilm) – Editor
- 2008: Weitertanzen – Editor
- 2009: Unter Strom – Editor
- 2010: Der Albaner – Editor
- 2011: Kasimir und Karoline – Regisseur, Editor
- 2013: Helmut Schmidt – Lebensfragen – Regisseur
- 2013: Sauacker – Editor
- 2014: Zeit der Kannibalen – Editor
- 2015: Die Klasse – Berlin '61 – Regisseur und Drehbuchautor
- 2016: Das kalte Herz – Editor
- 2019: Die Ungewollten – Die Irrfahrt der St. Louis – Regisseur
- 2023: Überleben in Brandenburg – Regisseur, Editor
- 2024: Letzter Vorhang – Regisseur und Drehbuchautor

## Auszeichnungen
- 2007: Gewinner des Debüt-Biber auf dem Filmfest Biberach in der Kategorie Bestes Spielfilmdebüt für Blindflug
- 2007: Nominierung für den Friedenspreis des Deutschen Films – Die Brücke für Blindflug
- 2007: Nominierung für den NDR-Nachwuchspreis auf dem Internationalen Filmfest Emden-Norderney für Blindflug
- 2008: Nominierung für den Studio Hamburg Nachwuchspreis in der Kategorie Beste Regie für Blindflug
- 2011: Nominierung für den Förderpreis Deutscher Film, Kategorie Beste Regie für Kasimir und Karoline
- 2013: Förderpreis der Ödön-von-Horváth-Stiftung
- 2021: Robert-Geisendörfer-Preis, für Die Ungewollten
- 2024: Kurzfilm-Biber auf dem Biberacher Filmfestspiele für Letzter Vorhang[5]